# Банки Німеччини
Список найбільших комерційних банків в Німеччині за розмірами активів, станом на 2014 рік.
У таблиці також вказані кількість відділень цих банків (показник виділяє установи що займають найбільшу частку на роздрібному банківському ринку).
| №  | Назва                                | Головний офіс                | Усього активів (Млрд. €) | К-сть відділень |
| -- | ------------------------------------ | ---------------------------- | ------------------------ | --------------- |
| 1  | Deutsche Bank                        | Франкфурт-на-Майні           | 1 709                    | 2 814           |
| 2  | Commerzbank                          | Франкфурт-на-Майні           | 558                      | 1 100           |
| 3  | KfW                                  | Франкфурт-на-Майні           | 489                      | 1               |
| 4  | DZ Bank                              | Франкфурт-на-Майні           | 403                      | 19              |
| 5  | HypoVereinsbank (Unicredit)          | Мюнхен                       | 300                      | 796             |
| 6  | Landesbank Baden-Württemberg (LBBW)  | Штутгарт                     | 266                      | 200             |
| 7  | Bayerische Landesbank (BayernLB)     | Мюнхен                       | 232                      | 8               |
| 8  | Norddeutsche Landesbank (Nord/LB)    | Ганновер                     | 198                      | 19              |
| 9  | Landesbank Hessen-Thüringen (Helaba) | Франкфурт-на-Майні та Ерфурт | 179                      | 15              |
| 10 | Postbank                             | Бонн                         | 155                      | 5 600           |
| 11 | NRW.Bank                             | Дюссельдорф                  | 144                      | 2               |
| 12 | ING-DiBa (ING Groep)                 | Франкфурт-на-Майні           | 137                      | 4               |
| 13 | DekaBank Deutsche Girozentrale       | Франкфурт-на-Майні           | 113                      | 1               |
| 14 | HSH Nordbank                         | Гамбург та Кіль              | 110                      | 13              |
| 15 | WGZ Bank                             | Дюссельдорф                  | 95                       | 3               |
| 16 | Landwirtschaftliche Rentenbank       | Франкфурт-на-Майні           | 89                       | 1               |
| 17 | Deutsche Pfandbriefbank (pbb)        | Унтершляйсгайм               | 76                       | 10              |
| 18 | Hypothekenbank Frankfurt             | Ешборн                       | 72                       | 10              |
| 19 | Deutsche Kreditbank (DKB)            | Берлін                       | 72                       | 17              |
| 20 | L-Bank                               | Карлсруе                     | 70                       | 2               |